# Boanerges de Almeida Pinheiro
Boanerges de Almeida Pinheiro (Itabaiana, 25 de agosto de 1882 — ???, 24 de janeiro de 1967) foi vereador da cidade de Itabaiana entre 1935 e 1937.

## Biografia
Nasceu na Vila de Itabaiana em 25 de agosto de 1882, terceiro filho do músico e maestro Samuel Pereira de Almeida e Maria Cândida Lobão de Almeida. Inicialmente Boanerges Pereira de Almeida, excluiu o Pereira adicionando o Pinheiro em homenagem à sua bisavó, como demonstração de que não se envergonhava pelo passado desta que teve sete filhos de sete homens diferentes. A morte prematura de seu pai aos 39 anos, homem de cultura, porém já de poucas posses afetou o menino Boanerges que teve uma infância pobre, vivendo às expensas de seu tio materno Benvindo de Araújo Lobão, tendo sido criado solto pelas ruas. Iniciou sua vida profissional como marcineiro, depois fogueteiro e aprendendo música com seu irmão Sizinio Almeida. Casou-se em 30 de abril de 1903 com Maria da Conceição Carvalho filha de outro músico, Francisco Alves de Carvalho Junior, então já falecido, e Maria Francisca de Carvalho. Do casamento lhe nasceram dezesseis filhos, dentre eles o futuro Prefeito de Itabaiana, José Sizino de Almeida. Nunca foi movido pelo interesse por riquezas, sempre residindo à rua que hoje tem seu nome. Em 1934 concorreu a uma cadeira na Câmara de Vereadores pela UDN, assumindo em 24 de dezembro de 1935, quinze dias após os primeiros empossados. Este mandato que deveria terminar em 1939 foi abortado pelo Estado Novo em 10 de novembro de 1937. Em 1946, com a redemocratização voltaria a se candidatar, sem sucesso, retirando-se então da política. Faleceu em 24 de janeiro de 1967 aos oitenta e quatro anos.